# Okręg wyborczy nr 19 do Senatu Rzeczypospolitej Polskiej
Okręg wyborczy nr 19 do Senatu Rzeczypospolitej Polskiej obejmuje obszar powiatów biłgorajskiego, hrubieszowskiego, tomaszowskiego i zamojskiego oraz miasta na prawach powiatu Zamościa (województwo lubelskie). Wybierany jest w nim 1 senator na zasadzie większości względnej.
Utworzony został w 2011 na podstawie Kodeksu wyborczego. Po raz pierwszy zorganizowano w nim wybory 9 października 2011. Wcześniej obszar okręgu nr 19 należał do okręgu nr 7.
Siedzibą okręgowej komisji wyborczej jest Chełm.

## Reprezentant okręgu
| Rok  | Rok  | Senator             | Komitet wyborczy       |
| ---- | ---- | ------------------- | ---------------------- |
|      | 2011 | Jerzy Chróścikowski | Prawo i Sprawiedliwość |
| 2015 |      | Jerzy Chróścikowski | Prawo i Sprawiedliwość |
| 2019 |      | Jerzy Chróścikowski | Prawo i Sprawiedliwość |
| 2023 |      | Jerzy Chróścikowski | Prawo i Sprawiedliwość |

## Wyniki wyborów
Symbolem „●” oznaczono senatora ubiegającego się o reelekcję.

### Wybory parlamentarne 2011
| Kandydat                                                                                     | Kandydat              | Komitet wyborczy                              | Głosów | Głosów | Głosów |
| Kandydat                                                                                     | Kandydat              | Komitet wyborczy                              | Liczba | %      | +/–    |
| -------------------------------------------------------------------------------------------- | --------------------- | --------------------------------------------- | ------ | ------ | ------ |
|                                                                                              | Jerzy Chróścikowski ● | Prawo i Sprawiedliwość                        | 54 261 | 37,53  | –      |
|                                                                                              | Arkadiusz Bratkowski  | Polskie Stronnictwo Ludowe                    | 32 068 | 22,18  | –      |
|                                                                                              | Ireneusz Godzisz      | Platforma Obywatelska RP                      | 25 029 | 17,31  | –      |
|                                                                                              | Gertruda Miarowska    | Sojusz Lewicy Demokratycznej                  | 9900   | 6,85   | –      |
|                                                                                              | Maria Sendecka        | Liga Polskich Rodzin                          | 8167   | 5,65   | –      |
|                                                                                              | Kazimierz Chrzanowski | KWW Unia Prezydentów – Obywatele do Senatu    | 7218   | 4,99   | –      |
|                                                                                              | Tadeusz Gontarz       | Nasz Dom Polska – Samoobrona Andrzeja Leppera | 4954   | 3,43   | –      |
|                                                                                              | Anna Rękas            | Polska Partia Pracy – Sierpień 80             | 2999   | 2,07   | –      |
| Frekwencja: 41,23% Liczba głosów ważnych: 84 403 (97,56%) Źródło: Państwowa Komisja Wyborcza |                       |                                               |        |        |        |

● Jerzy Chróścikowski reprezentował w Senacie VII kadencji (2007–2011) okręg nr 7.

### Wybory parlamentarne 2015
| Kandydat                                                                                      | Kandydat              | Komitet wyborczy                        | Głosów | Głosów | Głosów |
| Kandydat                                                                                      | Kandydat              | Komitet wyborczy                        | Liczba | %      | +/–    |
| --------------------------------------------------------------------------------------------- | --------------------- | --------------------------------------- | ------ | ------ | ------ |
|                                                                                               | Jerzy Chróścikowski ● | Prawo i Sprawiedliwość                  | 81 235 | 53,13  | +15,60 |
|                                                                                               | Mariusz Cichocki      | Platforma Obywatelska RP                | 23 710 | 15,51  | –1,80  |
|                                                                                               | Kazimierz Mielnicki   | Polskie Stronnictwo Ludowe              | 18 100 | 11,84  | –10,34 |
|                                                                                               | Maria Sendecka        | „Obywatelski KWW Polskie Rodziny Razem” | 17 017 | 11,13  | –      |
|                                                                                               | Stanisław Bąk         | Kongres Nowej Prawicy                   | 12 830 | 8,39   | –      |
| Frekwencja: 45,04% Liczba głosów ważnych: 152 892 (96,59%) Źródło: Państwowa Komisja Wyborcza |                       |                                         |        |        |        |

### Wybory parlamentarne 2019
| Kandydat                                                                                      | Kandydat              | Komitet wyborczy                            | Głosów  | Głosów | Głosów |
| Kandydat                                                                                      | Kandydat              | Komitet wyborczy                            | Liczba  | %      | +/–    |
| --------------------------------------------------------------------------------------------- | --------------------- | ------------------------------------------- | ------- | ------ | ------ |
|                                                                                               | Jerzy Chróścikowski ● | Prawo i Sprawiedliwość                      | 112 993 | 63,01  | +9,88  |
|                                                                                               | Józef Kuropatwa       | Polskie Stronnictwo Ludowe                  | 46 951  | 26,18  | +14,34 |
|                                                                                               | Marcin Dybowski       | KWW Lista Mirosława Piotrowskiego do Senatu | 19 388  | 10,81  | –      |
| Frekwencja: 53,84% Liczba głosów ważnych: 179 332 (97,67%) Źródło: Państwowa Komisja Wyborcza |                       |                                             |         |        |        |

### Wybory parlamentarne 2023
| Kandydat                                                                                      | Kandydat              | Komitet wyborczy                           | Głosów | Głosów | Głosów |
| Kandydat                                                                                      | Kandydat              | Komitet wyborczy                           | Liczba | %      | +/–    |
| --------------------------------------------------------------------------------------------- | --------------------- | ------------------------------------------ | ------ | ------ | ------ |
|                                                                                               | Jerzy Chróścikowski ● | Prawo i Sprawiedliwość                     | 97 647 | 47,61  | –15,40 |
|                                                                                               | Marek Lipiec          | KKW Koalicja Obywatelska PO .N iPL Zieloni | 42 042 | 20,50  | –      |
|                                                                                               | Arkadiusz Bratkowski  | KWW Zamojszczyzny                          | 23 238 | 11,33  | –      |
|                                                                                               | Dariusz Zagdański     | Konfederacja Wolność i Niepodległość       | 18 622 | 9,08   | –      |
|                                                                                               | Rafał Kowalik         | Bezpartyjni Samorządowcy                   | 15 654 | 7,63   | –      |
|                                                                                               | Marek Poznański       | Nowa Demokracja – Tak                      | 7903   | 3,85   | –      |
| Frekwencja: 66,47% Liczba głosów ważnych: 205 106 (98,13%) Źródło: Państwowa Komisja Wyborcza |                       |                                            |        |        |        |